# Kaoani

Un exemple de kaoani

Els kaoanis són petites emoticones que normalment reboten i que semblen surar. El país d'origen dels kaoanis és el Japó. El terme kaoani prové del japonès kao (顔, cara) i ani (アニ, animació).
Els Kaoanis poden tenir forma d'animals, gelatines de colors, bombons vestits com d'animals, personatges de caricatures, etc.
El format de l'arxiu sempre és GIF, ja que aquests formats accepten animacions. Normalment els kaoanis s'utilitzen als forums, pàgines web de MySpace, blogs o MSN Messenger per mostrar l'estat emocional de les persones.